# فیض محمد خاکسار
فیض محمد خاکسار (انگلیسی: Faiz Mohammad Khaksar؛ زادهٔ ۶ اوت ۱۹۴۲) یک کشتی‌گیر اهل افغانستان است.
وی در بازی‌های المپیک تابستانی ۱۹۶۰، بازی‌های المپیک تابستانی ۱۹۶۴ و بازی‌های آسیایی ۱۹۶۲ به عنوان نماینده کشور افغانستان شرکت کرده است.